# ニチリンクラゲ
ニチリンクラゲ (日輪水母、日輪海月、Solmaris rhodloma) は本州太平洋沿岸に生息するクラゲの一種。傘径3～7cmで傘の直径よりも長い20本を帰る糸状の触手を放射状に持つ姿から日輪の名を持つ。傘は扁平の皿状で柔らかい。体色は虹色を帯びる。口は円形で中央に広く開く。
比較的沖に生息し、飼育下での餌はブラインシュリンプ、水温摂氏15度以下が適する。
ポリプの世代がなく、冬から春にかけて発生する。